# Haide Klüglein
Haide Klüglein (født 9. februar 1939 i Magdeburg, død 28. juli 2020 i Flensborg) var en tysk svømmer, der i mange år var aktiv for Flensborg Svømmeklubben (FSK). Hun deltog otte gange ved FINA VM i masters. Ved de tyske mesterskaber i svømning 2011 og 2013 opnåede hun en 1. plads.

## Mesterskaber
- Tysk mesterskab, 2005 - 2. plads.[4]
- Internationalt tysk mesterskab, 2009 - 3. plads.[5]
- Internationalt tysk mesterskab, 2011 - 1. plads.[6]
- Tysk mesterskab, 2013 - 1. plads.